# Marie Grace Augustin
Marie Grace Augustin, född 1897, död 1996, var en luciansk politiker.
Hon blev 1951 den första kvinna som valdes till sitt lands parlament.